# ریچارد گای (بازیکن فوتبال)
ریچارد گای (انگلیسی: Richard Guy؛ ۴ اوت ۱۸۷۷ – ۱۹۳۸ (۶۰−۶۱ سال)) بازیکن فوتبال اهل بریتانیا بود.
از باشگاه‌هایی که در آن بازی کرده‌است می‌توان به باشگاه فوتبال منچستر سیتی و باشگاه فوتبال برادفورد سیتی اشاره کرد.